# Rock School Barbey
 (juillet 2018).
Si vous disposez d'ouvrages ou d'articles de référence ou si vous connaissez des sites web de qualité traitant du thème abordé ici, merci de compléter l'article en donnant les références utiles à sa vérifiabilité et en les liant à la section « Notes et références ».
Pour les articles homonymes, voir Barbey (homonymie).
La Rock School Barbey est une scène de musiques actuelles (SMAC), label délivré par le ministère de la Culture, située à Bordeaux, au 18 cours Barbey. Son projet repose dès le départ sur la diffusion et la transmission. Elle est gérée par l’association Parallèles Attitudes Diffusion depuis 1988. Le projet de la Rock School Barbey s’exprimait au départ dans l’enceinte du Théâtre Barbey édifié en 1963 jusqu’en décembre 1995, date à laquelle des travaux de rénovation sont initiés pour mettre en place un véritable lieu consacré aux musiques amplifiées. Le théâtre rouvre ses portes en 1997 et devient à ce moment-là la Rock School Barbey. Le lieu est désormais équipé d’une salle de concert pouvant accueillir 900 personnes, d’un club de 250 places, d’un studio d’enregistrement et de 8 locaux destinés aux répétitions et aux cours de musique. La Rock School Barbey développe un projet culturel et artistique à vocation sociale à travers de nombreux dispositifs. Depuis plus de 25 ans, la Rock School Barbey défend l’accessibilité et la découverte des musiques actuelles amplifiées en tant que berceau de diffusion et de découverte de cette culture alternative à Bordeaux.

## Historique
| 1988           | L’association CCS Concerts s’installe au Théâtre Barbey pour héberger le projet culturel et artistique de la Rock School Barbey                                                             |
| 12 mai 1988    | Premier concert à la Rock School Barbey de Ludwig Von 88 |
| Septembre 1988 | Lancement de la première saison de la Rock School (transmission) |
| 1989           | CCS Concerts devient Parallèles Attitudes Diffusion, l’association qui gère encore aujourd’hui l’activité de la Rock School Barbey                                                          |
| 1990           | Mise en place des premiers ateliers dans le milieu carcéral |
| 1991           | Eric Roux, le directeur de la Rock School Barbey, devient l’antenne Aquitaine pour les Découvertes du Printemps de Bourges                                                                  |
| 1995           | La Rock School Barbey obtient le label national Scène de Musiques Actuelles (SMAC) delivré par le Ministère de la Culture                                                                   |
| Décembre 1995  | Fermeture du théâtre Barbey pour laisser place aux travaux de rénovation afin de créer un lieu entièrement consacré à la musique à travers de multiples équipements                         |
| 1996           | Création du Carnaval des Deux Rives, l’organisation de l’événement est confiée à la Rock School Barbey et à l’association Musiques de Nuit                                                  |
| 12 mars 1997   | Le Théâtre Barbey devient la Rock School Barbey et rouvre ses portes |
| 1998           | Lancement du Bus Rock, atelier mobile d’aide à la création musicale |
| 2002           | Lancement du site Internet de la Rock School Barbey et des premiers ateliers de formation à l’informatique musical. C’est aussi la première édition du festival cyclo-musical Ouvre la Voix |
| 2005           | La Rock School Barbey devient membre du syndicat des Musiques Actuelles |
| 2008           | La Rock School Barbey devient membre de l’Aquitaine Groupement Employeur Culture |
| 2009           | La Rock School Barbey crée le réseau Rock School |
| 2012           | La Rock School Barbey intègre la SMAC d’agglomération bordelaise qui regroupe Le Krakatoa à Mérignac, Le Rocher de Palmer à Cenon et Rock et Chanson à Talence                              |

## Programmation
La Rock School Barbey programme en moyenne 120 concerts par an. Tous les styles sont représentés et les choix artistiques se basent surtout sur la découverte d’artistes français et étrangers tout en donnant à la scène locale une dimension importante. La Rock School Barbey participe à la diffusion de nouvelles révélations et têtes d’affiches de demain, et d’artistes reconnus au niveau national et international.
Cette soif de découverte a conduit la Rock School Barbey à mettre en place les Barbey Indie Club. Ce sont des concerts en club, donc en jauge réduite, permettant de faire découvrir des artistes alternatifs, issus de la scène indépendante internationale de la pop et du rock.

### Ils sont passés à la RockSchool Barbey
- Les Caméléons
- Marcel et son Orchestre
- La Ruda Salska
- Marousse
- Les Béruriers Noirs
- Bad Religion
- No One is Innocent
- Zebda
- IAM
- Ludwig Von 88
- Les Thugs
- Les Wampas
- Mano Negra
- Noir Desir
- Dirty Hands
- Ramones
- Rosemary’s Babies
- Massilia Sound System
- NOFX
- Sleepers
- NTM
- Sinclair
- Burning Heads
- Placebo
- Murderdolls
- Punish Yourself
- Mass Hysteria
- Jon Spencer Blues Explosion
- Louise Attaque
- Les Hurlements d’Leo
- Stomy Bugsy
- Dee Nasty
- Les Elles
- Les Têtes raides
- Yann Tiersen
- Ogres de Barback
- Dionysos
- Mogwaï
- Kery James
- The White Stripes
- Death In Vegas
- Gojira
- M
- Godspeed You ! Black Emperor
- The Raveonettes
- Camille
- Cali
- La Grande Sophie
- Kings of Leon
- Brooklyn
- Snow Patrol
- Agnostic
- The National
- Olivia Ruiz
- Arthur H
- The John Butler Trio
- Nada Surf
- Magnetix
- Phoenix
- The Kooks
- The Dø
- Skip the Use
- Lou Doillon
- Biga Ranx
- Skip&Die
- Agnes Obel
- Frànçois and The Atlas Mountains
- Feldup
- Orelsan
- Mathieu Boogaerts
- Mademoiselle K
- Alborosie
- Selah Sue
- Brigitte
- Izia
- Arno
- Le Peuple de l'Herbe
- Cœur de pirate
- Shaka Ponk
- Christine and the Queens
- JC Satan
- Odezenne
- Stone Sour
- Saxon
- Dragon Force
- Symphony X
- Cocorosie
- Lofofora
- Parabellum
- Columbine
- Billy talent
- Jok'Air

## La Rock School
La Rock School Barbey gère aussi une école de musique : la Rock School. Parallèles Attitudes Diffusion a porté un dispositif pédagogique novateur et alternatif au système d’apprentissage traditionnel de la musique. L’apprentissage de l’écriture musicale n’est pas un prérequis pour s’inscrire à la RockSchool qui fonde son modèle pédagogique sur la prise en main immédiate de l’instrument et la dimension collective à travers l’intégration dans des groupes de musique. La Rock School dispose d’un directeur pédagogique et d’une quinzaine de professeurs avant tout musiciens/artistes.
À partir de 2009, la Rock School Barbey a créé le réseau Rock School. Ce réseau regroupe 19 structures en Aquitaine, Poitou Charentes et Midi-Pyrénées mais aussi en Espagne, au Québec, en Chine et en Russie. La création et la mise en activité d’un réseau pédagogique Rock School engagé et militant permet de relier toutes les structures adhérentes à ce modèle d’apprentissage alternatif au-delà des frontières autour d’une charte commune et partagée.

## Accompagnement artistique
La Rock School Barbey bénéficie également d’un dispositif de repérage et d’accompagnement des groupes locaux professionnels ou en voie de professionnalisation : la Rock School Pro. L’encadrement assuré par la Rock School Barbey propose des séances de répétition, d’enregistrement, des résidences, un accompagnement sur les projets à l’échelle nationale mais aussi internationale à travers le réseau Rock School et ses partenaires, et enfin la programmation de concerts à la Rock School Barbey mais également dans d’autres lieux de diffusion musicale. Ce dispositif permet de mettre à disposition des artistes un certain nombre d’outils et de moyens.

## Actions culturelles

### Dispositifs hors les murs
La Rock School Barbey engage des actions également hors les murs.
- Elle organise le festival itinérant cyclo-musical Ouvre la voix qui se déroule sur la voie verte entre Bordeaux et Sauveterre-de-Guyenne.
- Elle co-organise le Carnaval des Deux Rives avec le Rocher de Palmer le premier dimanche de mars depuis 1996.
- Elle a développé le Bus Rock School, un atelier/studio mobile d’aide à la composition ouvert à tous les groupes amateurs de musiques amplifiées en Gironde.
- La Rock School Barbey propose aussi des ateliers dans le milieu carcéral, hospitalier et scolaire.

### Tremplins
La Rock School Barbey s’investit également sur différents tremplins pour faire découvrir les révélations de demain :
- Les Scènes Croisées, destiné aux groupes amateurs de musiques actuelles en Gironde
- Les Inouïs du Printemps de Bourges, destiné aux groupes Aquitains
- Musiques de R.U, destiné aux étudiants de la Métropole
- Bordeaux mon Tremplin, un tremplin musical inter-quartiers de la ville de Bordeaux qui deviendra en 2015 le Tremplin des Deux Rives.

### Musiques & Quartiers
Créé en 1999, Musiques & Quartiers est un dispositif destiné aux jeunes artistes issus des quartiers prioritaires afin qu’ils puissent bénéficier de soutiens humains et matériels pour mener à bien leurs projets culturels et artistiques : répétitions encadrées, ateliers de Musique assistée par ordinateur (MAO), cours de chant et enregistrement. Rive droite de Bordeaux, le dispositif Côté Rock répond aux mêmes finalités et est déployé à Floirac.

### Citoyenneté
La Rock School Barbey se sert également de la diffusion musicale pour promouvoir la citoyenneté et ainsi sensibiliser, prévenir et informer sur les risques auditifs notamment à travers le spectacle Yes Ouïe Can, la consommation de drogues et d’alcool, les maladies sexuellement transmissibles et le développement durable.